# Pachycondyla lenkoi
Pachycondyla lenkoi är en myrart som beskrevs av Kempf 1962. Pachycondyla lenkoi ingår i släktet Pachycondyla och familjen myror. Inga underarter finns listade i Catalogue of Life.